# Jakob Graff
Jakob Julius Graff (* 8. Oktober 1820 in Bellheim; † 1906 vermutlich in München) war ein deutscher Architekt und bayerischer Baubeamter.

## Karriere
Graff studierte bis 1852 am Polytechnikum München und an der Münchner Kunstakademie.
Zwischen Juli 1851 und Dezember 1853 war Technischer Gehilfe und Bauführer der Eisenbahnbaukommission München und der Sektion Schweinfurt. Im Dezember 1853 wurde er zum städtischen Baurat in Schweinfurt ernannt, von 1860 bis September 1865 war er Stadtbaurat von Augsburg. Sein Nachfolger in diesem Amt wurde 1866 Ludwig Leybold.
Im Staatsbaudienst als Baubeamter extra statum zu München war Graff vom September 1865 bis zum September 1869.
Mit Wirkung zum 1. September 1869 wurde Graff zum Betriebsingenieur in der Bauabteilung der Generaldirektion der Königlich Bayerischen Verkehrs-Anstalten ernannt. Dort wurde er im Februar 1872 zum Bezirksingenieur, im Mai 1875 zum Oberingenieur und im Dezember 1881 bis zum Generaldirektionsrat befördert. In dieser Position war er noch 1892, 1894 war er bereits außer Dienst.

## Bauten (Auswahl)

Empfangsgebäude des Bahnhofs Rosenheim im Jahr 1890

- 1854–1855: Landwirtschafts- und Gewerbeschule in Schweinfurt (unter Denkmalschutz)
- 1873–1876: Empfangsgebäude des Bahnhofs Rosenheim[2] (nicht erhalten)
- 1874–1875: Empfangsgebäude des Ingolstadt Zentralbahnhofs[2] (nicht erhalten)
- 1875–1876: Oberbahnamt Rosenheim (unter Denkmalschutz)
- 1877–1883: Erweiterung des Empfangsgebäudes des München Zentralbahnhofs[2] (nicht erhalten)
- 1888/1893: Um- und Anbauten Bahnhof Lichtenfels